# Kansas City (spillested)
 For alternative betydninger, se Kansas City (flertydig). (Se også artikler, som begynder med Kansas City)
Kansas City var frem til 2023 et spillested i Odense med særligt fokus på nye unge bands på vej. Stedet blev etableret i 2005 under navnet Odense Rytme Center, som en del af Odense Kommunes kulturstrategi for øget kulturelt liv og kreativ musikkultur.
Stedet rummede udover selve spillestedet også Odense øvelokaleforening med 40 øvelokaler og var hjemsted for op imod 100 lokale bands.
I juni 2023 blev der der ved en gennemgang konstateret at der var udbetalt for meget kulturstøtte pga. fejlindberettede medlemstal. Odense Kommune sætter gang i en advokatundersøgelse for at afdække hvordan fejlen kunne ske. I oktober 2023 kommer der frem at Kansas City har en gæld på mere end 16 millioner og står til at gå konkurs. Senere på efteråret bliver Kansas City erklæret konkurs.